# بیرون دیوار
«بیرون دیوار» (به انگلیسی: Outside the Wall) (عناوین کاری «خونریزی قلب‌ها» و «نوازندگان خیابانی») آهنگی ساختهٔ پینک فلوید است، که در آلبوم دوگانه‌شان دیوار محصول ۱۹۷۹ قرار دارد.

## مرور کلی
این آهنگ جنبهٔ یک ساختار نمایشی برای آلبوم دارد. داستان با آهنگ «محاکمه» پایان می‌یابد، که در آن یک «قاضی» حکم می‌کند «دیوار را خراب کن!». یک انفجار شنیده می‌شود که نشان از خرابی دیوار است، و آهنگ «بیرون دیوار» به آرامی شروع می‌شود. آهنگ صراحتاً اعلام نمی‌کند که برای پینک، قهرمان داستان، پس از برچیدن دیوار روان‌شناختی‌اش، چه اتفاقی می‌افتد. در پایان، درحالی که مَرد می‌گوید «آیا این‌جا، جایی نیست که…» ناگهان آهنگ متوقف می‌شود.

## آهنگ‌سازی
این آهنگ کوچک‌ترین آهنگ در آلبوم بوده و آهنگی‌ست دیاتونیک در دو ماژور که طول آن ۱:۴۱ می‌باشد. در نسخه آزمایشیِ اصلیِ این آهنگ، یک سازدهنی جای کلارینتی که در نسخه آلبومی آن شنیده می‌شود استفاده شده‌است.

## داستان
برخلاف آهنگ‌های دیگرِ آلبوم، این آهنگِ خاص در حالت کلی کمتر به داستانِ مربوط به پینک می‌پردازد. این آهنگ اعلام می‌کند که «دیوار» به تازگی تخریب شده‌است (بعنوان نتیجه‌ای از اعمالِ آهنگ «محاکمه»)، در ادامه بر سر این نظر که بسیاری از مردم موانع اجتماعی دارند بحث می‌کند، که این تاحدودی در طبیعت تکراری است؛ درحالی که شخصی دوباره خودش را با جامعه همگرا می‌کند، شخص دیگری جامعه را ترک می‌کند.
یک تفسیر سنتی از آهنگ این است که: اگر کسی دیوار استعاره‌ای خویش را خراب نکند، آنهایی که سعی می‌کنند وارد شوند سرانجام منصرف شده و شما را رها می‌کنند تا به تنهایی زندگی کنید. این اتفاقی است که برای شخصیت اصلی، پینک، در طول آلبوم می‌افتد.
شخص راجر واترز نپذیرفت تا برای مصاحبه‌گر در این باره توضیح ارائه کند.
در آخر آهنگ با جمله‌ای نیمه تمام مواجه می‌شویم که می‌گوید:
اینجا جایی نیست که ...
و حال اگر دوباره به اول آلبوم برگردیم، جمله کامل می‌شود:
«اینجا جایی نیست که وارد شدیم؟»
مانند این است که داستان دارد خودش را تکرار می‌کند و قرار نیست پایانی داشته باشد. ممکن هم هست نمایش در دو سانس ادامه داشته باشد! 
و این امکان هم وجود دارد که پینک، دیواری پشت دیواری دیگر دور خودش کشیده است و یکی یکی دارد دیواری پس از دیوار دیگر را فرو می‌ریزد تا در نهایت تمام دیوارها فرو بریزند و خود را به طور کامل در برابر جهان خارج، آشکار کند.

## نسخه فیلم
یک نسخه طولانی‌تر و دارای جزئیات بیشتر برای فیلم ضبط شد که مقداری طولانی‌تر از ۴ دقیقه است و شامل ارکستر ملی فیلارمونیک، کُرِ مردِ پونتاردولس و واترز می‌شود که متن آهنگ را جای دکلمه‌وار خواندن همان‌طور که در نسخه آلبومی است، ملودی مانند می‌خوانند. گفتن تشکر در پایان که یک پل بی کلام موسیقایی می‌گویند و از آکورد و ملودیِ «بارانداز ساوت‌همپتون»، از جانشین احتمالی دیوار، برش نهایی تشکیل شدن به طولانی کردن آهنگ کمک می‌کند. این نسخه هرگز رسماً منتشر نشد، اما بعدها برای تشکر در آلبوم کنسرت دیوار در برلین مورد استفاده مجدد قرار گرفت. این نسخه جای دو ماژور در می بمل ماژور است، درحالی که آهنگ «بارانداز ساوت‌همپتون» در فا ماژور به انتها خواهد رسید.

## اجرای روی صحنه
اجراهای روی صحنهٔ دیوار با «بیرون دیوار» پس از «محاکمه» به پایان رسید. جایی که نوازندگان جلوی دیوار تازه تخریب شده روی صحنه قدم زدند، سازهای آکوستیک نواختند و آهنگ‌های قابل خواندن را خواندند. واترز کلارینت نواخت و متن ترانهٔ آهنگ را دکلمه می‌کند، درحالی که خواننده‌های پشتیبان هماهنگ با یکدیگر متن ترانه را می‌خواندند. دیوید گیلمور ماندولین نواخت، ریچارد رایت آکوردئون نواخت، درحالی که ویلسون دایره زنگی نواخت، اندی بون گیتار آکوستیک ۱۲ سیمی نواخت، و اسنوی وایت (برای اجراهای سال ۱۹۸۱ جایگزین اندی رابرتز شد)، پیتر وود و (غیرمنتظره) نیک میسن گیتارهای آکوستیک ۶ سیمی نواختند. یک قالب مشابه برای این آهنگ در تور ۲۰۱۰ تا ۲۰۱۳ دیوارِ واترز استفاده شد که شامل گیلمور و میسن به عنوان مهمان ویژه می‌شد.
برای اجرای ویژه ۱۹۹۰ واترز، کنسرت دیوار در برلین، این آهنگ با یک اجرای گروهی از جزر و مد بر می‌گردد، آهنگی از آلبوم رادیو کیاس واترز، جایگزین شد.

## دست‌اندرکاران
- راجر واترز – خواننده[۱۰]

همراه:
- فرانک ماروکو – ارغنون دستی[۱۰]
- لری ویلیامز – کلارینت[۱۰]
- ترور ویچ – ماندولین[۱۰]
- گروه کر کودکان از نیویورک – خواننده پشتیبان[۱۰]

واترز در تور دیوار در سال‌های ۱۹۸۰ تا ۱۹۸۱ و در اجرای زندهٔ دیوار در سال‌های ۲۰۱۰ تا ۲۰۱۳ به ترتیب کلارینت و ترومپت نواخت.